# Yinchuan (socken)
Yinchuan (kinesiska: 银川, 银川乡) är en socken i Kina. Den ligger i provinsen Heilongjiang, i den nordöstra delen av landet, omkring 620 kilometer nordost om provinshuvudstaden Harbin. Antalet invånare är 2 509. Befolkningen består av 1 199 kvinnor och 1 310 män. Barn under 15 år utgör 18,0 %, vuxna 15-64 år 78 %, och äldre över 65 år 3,0 %.
Genomsnittlig årsnederbörd är 897 millimeter. Den regnigaste månaden är juli, med i genomsnitt 193 mm nederbörd, och den torraste är januari, med 14 mm nederbörd.